# Pokharathok (Palpa)
Pokharathok (nepalski: पोखराथोक) – gaun wikas samiti w zachodniej części Nepalu w strefie Lumbini w dystrykcie Palpa. Według nepalskiego spisu powszechnego z 2001 roku liczył on 515 gospodarstw domowych i 2306 mieszkańców (1270 kobiet i 1036 mężczyzn).